# アエロメヒコ航空230便着陸失敗事故
アエロメヒコ航空230便着陸失敗事故は、1981年7月27日に発生した事故。モンテレイ国際空港発チワワ国際空港行のアエロメヒコ航空230便（マクドネル・ダグラス DC-9-32）が強風の中、チワワ国際空港への着陸時にバウンドし大破、炎上。乗員乗客66人中32人が死亡した。

## 事故機
事故機のダグラス DC-9-32（XA-DEN）は、1974年に初飛行を行っており、2基のプラット・アンド・ホイットニーJT8D-17を搭載していた。

## 事故の経緯
230便がチワワ空港へ接近し始めると、天候が急変し、激しいスコールや積乱雲に遭遇した。機体は、滑走路端から60m、右に150mずれた地点に接地し、バウンドした。再び地表に接地したが、胴体が破損し出火した。乗員乗客66人中32人が煙や火災により死亡した。

## 事故原因
事故原因はパイロットエラーだとされた。パイロットは管制官から天候が悪いため着陸を待った方が良いという助言を受けていたが、機長はこれを無視した。事故後、機長はしばらくの間飛行資格を取り消された。